# 漢兒言語

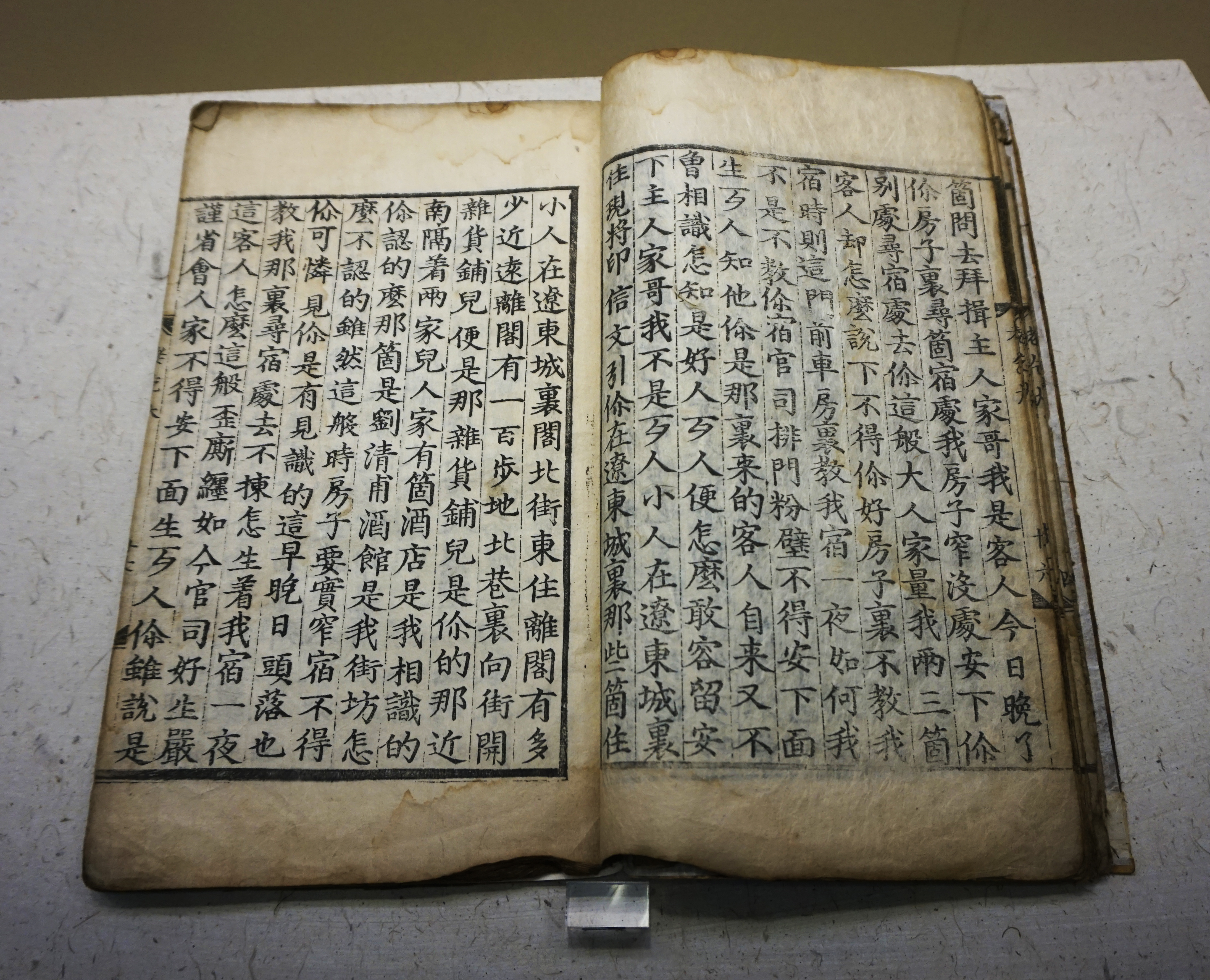
《老乞大》中用漢字書寫的漢兒言語

漢兒言語是中國歷史上曾經在北方漢人和已漢化的北方各民族之間通行的一種共同語。漢兒言語是北方各民族遷徙和融合時期產生的，其形成歷史久遠，並非自金朝、元朝開始。漢兒言語成為當時中國北方各民族的共同母語，於各語言中處於中心地位，成為當地溝通的重要工具。

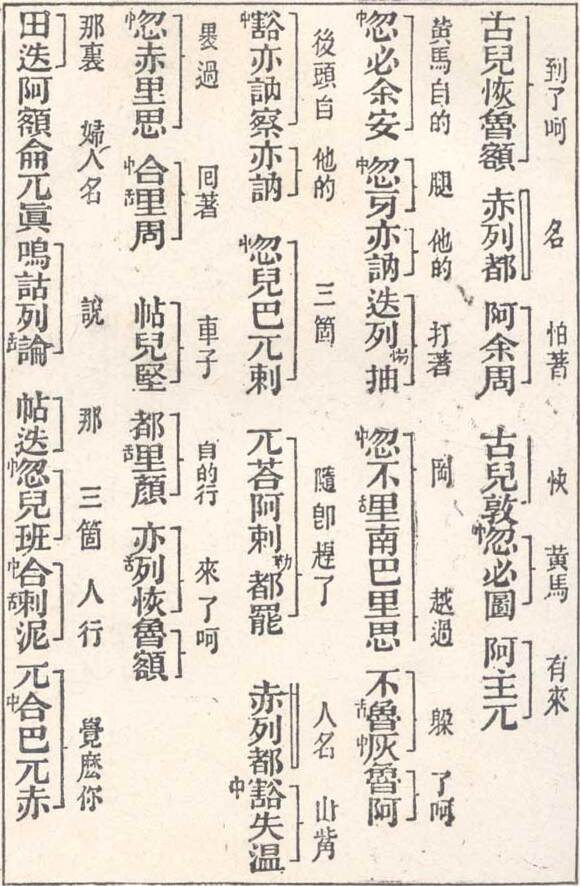
《蒙古秘史》的一頁。其中大字為用漢字音譯寫出的蒙古語，小字為漢兒言語譯文。

元朝時期，出於對蒙古文公文翻譯的需要，出現了一種使用蒙古語語法、漢語口語詞彙書寫的「硬譯公牘文體」（又稱蒙文直譯體），這種文體被運用於元朝及明朝初年的檔案中，例如元代碑文以及《元典章》、《通制條格》、《憲臺通紀》、《南臺備要》、《蒙古秘史》、《華夷譯語》等。
明朝初期，朱元璋遷徙大量人口到北方，同時頒布《洪武正韻》等韻書以校正「中原雅音」。自此漢兒言語逐漸式微，至明朝中期消亡。
現今中國穆斯林在宗教場合使用的經堂語中保留了許多漢兒言語的特徵，有些學者認為經堂語是漢兒言語融合伊斯蘭教元素發展來的。

## 術語及概念

### 漢兒言語的口語
「漢兒言語」一詞出現在高麗的漢文書籍《老乞大》、《朴通事》中，指的是中國北方使用的漢語土話。「漢兒」是對漢人的一種非正式稱謂，其使用可以追溯到漢朝。自南北朝時期起，「漢兒」一詞指的是非漢族政權統治下的漢族。中國北方曾多次被契丹、女真、蒙古等非漢族政權征服，但漢語仍然維持著通用語的地位，漢兒言語便是在這種背景下產生的。漢兒語言具有一些傳統上文言文所不具備的土腔特徵，因此有時候漢兒言語被認為與現代的官話存在一定的關係。

### 書面漢兒言語
另外一個概念，是被亦邻真（Yekemingghadai Irinchin）稱作「硬譯公牘文體」（韓國學者Kwang Chung稱其為蒙文直譯體或漢文吏牘體）的書面語形式漢兒言語。這是一種用於元朝聖旨、法律以及官方文件上的書面漢語。這些文件從莊重簡練的蒙古文採用固定的格式極為正式地翻譯為漢文，這類公文採用元代漢語口語作為詞彙，但在語法上不一樣。因此譯文的語法與通常的漢語完全不同，甚至可以說文理不通。這種文體也不能用文言文的常規訓釋來讀。
漢兒言語和硬譯公牘文體是兩個不同的概念。後者是一種書面語言，而前者是一種口語，或者前者也可以包括口語和書面語這兩種語言。但是，它們顯然在語法和詞彙方面具有相同的特徵。書面漢兒言語的特徵似乎是基於口語發展而來的。

## 特徵
研究漢兒言語的方法有兩種：將粗略譯文與其蒙古語原文進行比較；以及對諸如《老乞大》這類口語風格書籍進行分析。儘管學者們已經指出它們的相似性，但還沒有對書面語和口語兩種形式之間進行詳細的比較。以下主要研究的是漢兒言語的書面語。

### 語序
書面漢兒言語試圖保持與蒙古語相同的語序，除非某些語句過於令人費解或感到不自然。這就意味著漢兒言語多發生賓語前置的現象，因為蒙古語是主賓謂結構，而漢語是主謂賓結構。有些時候也會發生介詞後置的現象。

### 名詞
蒙古語分單複數形式，儘管不像英語那樣嚴格。因此在漢兒言語中，複數結尾須加上「每」，即便這麼做在漢語中聽起來並不自然。例如，蒙古語「čerig-üd」（軍人們）在書面漢兒言語中被翻譯成「軍每」。

### 代詞
在蒙古語中，屬格代詞需要後置。書面漢兒言語按照蒙古文原文的語序進行翻譯。例如「jarlig-man-u」（聖旨←我們的）被翻譯成「聖旨俺的」。但是這樣的譯文會產生歧義，因此屬格代詞通常會被倒置為符合漢語語序的「俺的聖旨」，或者被簡單地丟棄。

### 格
雖然通常漢語不會出現格或者使用「把-」這類的前置介詞，書面漢兒言語頻繁使用後置介詞以符合蒙古語的語序。
| 格           | 蒙古語                  | 漢兒言語                              |
| ------------ | ----------------------- | ------------------------------------- |
| 屬格         | -yin, -u2, -un2         | -的 (dì), -                           |
| 與格、方位格 | -dur2, -tur2, -da2, -a2 | -根底 (gēndǐ), -裏 (lǐ)               |
| 離格         | -ača2, -ča2, -dača2     | -根底 (gēndǐ), -                      |
| 賓格         | -yi, -i                 | -根底 (gēndǐ), -                      |
| 工具格       | -bar2, -iyar2           | 依着- (yīzháo), -裏 (lǐ), 依着-...-裏 |
| 共格         | -luɣa2                  | -與 (yǔ), -和 (hé), -共 (gòng)        |

屬格及共格的後綴遵循平常的漢語語法，但其他則不然。「根底」被廣泛地使用是書面語的一個顯著特徵之一，這也可以在口語中找到。「根底」和「裏」之間似乎存在著微弱的區別：「根底」傾向於表記與格，而「裏」一般傾向於表記方位格。在《蒙古秘史》中，「根底」被「行」（háng）取代。

### 動詞
蒙古語動詞可以通過屈折變化來變為名詞，用以指明正在執行或已經執行某個動作。在漢兒言語中，「的」字跟隨在動詞短語之後。依據時態，也會用到「了的」、「來了的」、「去了的」這類詞彙。複數形式結尾「每」也可以被添加在後面。例如，「常川喫肉的每」意思是「經常喫肉的人們」。

### 助動詞
漢兒言語的句末常常出現的助動詞「有」來表示現在時時態。 

### 詞彙
書面漢兒言語的詞彙中存在蒙古語和其他民族語言的借詞。例如：
- 音譯類：
  - 別里哥——蒙古語，證件之意
  - 札薩——蒙古語，法律、法度之意
  - 朮忽——波斯語‎，猶太教士、猶太人之意
- 意譯類：
  - 肚皮——譯自蒙古語，意為賄賂
  - 根脚——譯自蒙古語，意為官員的出身
  - 道子——譯自蒙古語，意為小路、仕途、道理

## 延伸閱讀
- 太田 辰夫. . 神戸外大論叢. 1954  [2019-11-11]. （原始内容存档于2019-11-11）.
- 李偉．《从元汉儿言语“有”的用法透视语言接触下的语言演变》．语文研究．2009年01期．
- 陳衛蘭．《元代汉语语法研究综述》．台州学院学報．第29卷，第4期．2007年8月．